# دن گور (بازیکن فوتبال)
دن گور (انگلیسی: Dan Gore؛ زادهٔ ۲۶ سپتامبر ۲۰۰۴) بازیکن فوتبال اهل انگلستان است که در حال حاضر از ژانویه ۲۰۲۴ به صورت قرضی از منچستر یونایتد برای باشگاه فوتبال پورت ویل بازی می‌کند.

## دوران باشگاهی

### منچستر یونایتد
گور در سال ۲۰۱۸ به آکادمی و بازیکنان ذخیره باشگاه فوتبال منچستر یونایتد پیوست؛ وی پیش از این از ۸ سالگی در برنلی عضویت داشت.
در ۲۶ سپتامبر، او اولین بازی خود را برای منچستریونایتد در برابر باشگاه فوتبال کریستال پالاس در جام اتحادیه فوتبال انگلستان ۲۴–۲۰۲۳ انجام داد. او اولین بازی خود در لیگ برتر فوتبال انگلستان را در ۲۶ دسامبر ۲۰۲۳ انجام داد، زمانی که در دقیقه ۹۴ به جای کریستین اریکسن در خانه مقابل باشگاه فوتبال استون ویلا وارد زمین شد.

#### پورت ویل
او به صورت قرضی با قراردادی شش‌ماهه در ۲۳ ژانویه ۲۰۲۴ به باشگاه فوتبال پورت ویل از لیگ یک فوتبال انگلستان پیوست.

## دوران ملی
وی همچنین در تیم‌های ملی فوتبال زیر ۱۶ سال انگلستان، زیر ۱۸ سال انگلستان و زیر ۲۰ سال انگلستان بازی کرده‌است.
در اکتبر ۲۰۲۳، او به تیم ملی فوتبال زیر ۲۰ سال انگلستان برای بازی با زیر ۲۰ سال پرتغال و رومانی دعوت شد. او اولین بازی زیر ۲۰ سال خود را در ۱۲ اکتبر ۲۰۲۳ در جریان شکست ۲–۰ خارج از خانه مقابل رومانی انجام داد.